# 라브르베르
라브르베르는 프랑스의 브랜드이다.

## 라브르베르 코리아
라브르베르 코리아는 프랑스 기업 <NOVAMAX 노바맥스>의 생활용품 전문 브랜드 라브르베르의 대한민국 현지 법인이다.

### 주요 제품
- 주방세제 [리퀴드베쎌 주방세제]
- 세탁세제 [리시브 세탁세제]
- 섬유유연제
- 세탁보조제 [데타셩]
- 손세정제
- 바디워시
- 청소세제
- 화장실 청소겔

### 코스트코
라브르베르 코리아는 코스트코 생활용품에서 꾸준히 매출이 상승하고 있으며 처음 입점미팅에서 대표가 직접 세탁 보조제[데타셩]을 손에 뿌리고 장시간 미팅하여 직접 친환경 제품임을 인증한 일이 있다.